# 인더스의 알렉산드리아

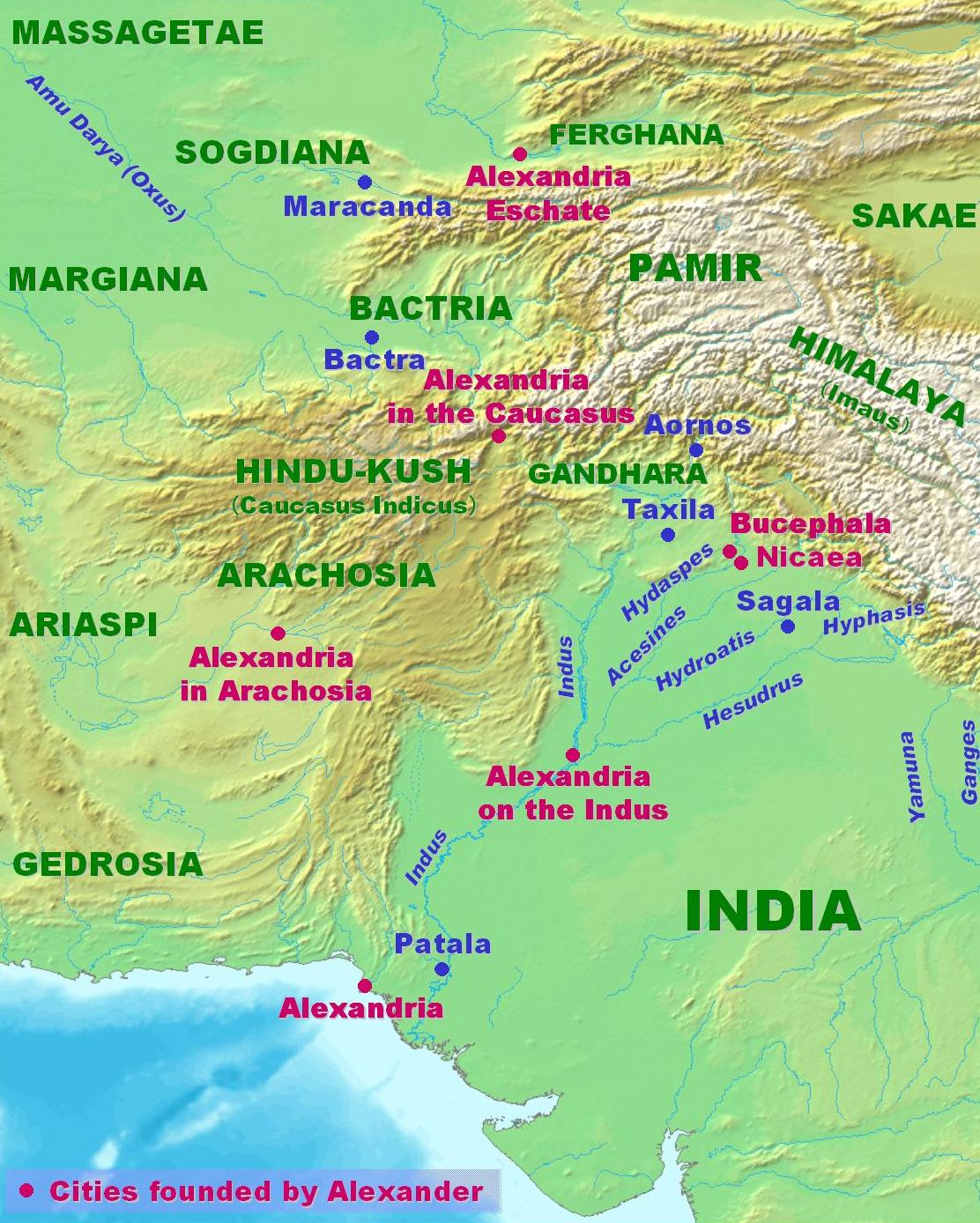
인더스의 알렉산드리아는 인더스강과 아케시네스강이 만나는 지점에 위치해 있다.

인더스의 알렉산드리아(그리스어: Ἀλεξάνδρεια ἐπὶ Ἰνδῷ)는 알렉산드로스 대왕이 인더스강과 아케시네스강의 합류 지점에 세운 도시다. 아리아노스는 주로 트라키아인 병사와 원주민인 함께 그곳에 정착했다고 하고 있다.
현대는 파키스탄 우치로 추정된다.